# バラード (ブラームス)
『4つのバラード』（Vier Balladen）作品10は、ヨハネス・ブラームス初期のピアノ曲集。ショパンやリストの劇的なバラードと異なり、叙情的な小品集となっている。1854年作曲の日付を持ち、親友で音楽家仲間のユリウス・オットー・グリムに献呈された。この曲集の作曲とほぼ同時期に、ブラームスの創作活動の船出を後押ししていた有名な作曲家ロベルト・シューマンの妻、クララ・シューマンへのブラームスの生涯にわたる愛が始まっている。

## 楽曲構成
4曲のバラードは、同主調になっている2曲が2組組み合わされた構成となっている。
1. ニ短調（アンダンテ） Andante
2. ニ長調（アンダンテ） Andante
3. 「間奏曲」 ロ短調（アレグロ）Intermezzo. Allegro
4. ロ長調（アンダンテ・コン・モート） Andante con moto

第1曲は、ヨハン・ゴットフリート・ヘルダーの編纂した詩集『諸国民の声 "Stimmen der Völker" 』所収のスコットランドの民族詩「エドワード」に霊感を受けている。空虚5度やオクターヴ、単純な三和音の多用は、おそらく神話的な過去の雰囲気を与える効果が意図されており、ブラームスのケルト的様式（オシアン様式）の作品の好例の一つとなっている。第二曲にはシューマンのクライスレリアーナ終曲へのオマージュが見られる。
ブラームスは、『6つの小品集』作品118の第3曲において、無言バラード様式を再び用いている。また二重唱曲『バラードとロマンス』作品75のバラードの1曲は、作品10-1の「エドワード」と同じ詩に曲付けされている。